# Мартин, Роберт Элмер
Роберт Элмер Мартин (англ. Robert Elmer Martin, 19 февраля 1910 — 1978) — канадский шахматист. Несмотря на достаточно редкое участие в соревнованиях, добивался серьезных успехов и за доской, и в заочной игре. В 1933 г. выиграл чемпионат Канады. В 1946 г. стал победителем чемпионата Канады по переписке. В период с 1930 по 1940 гг. трижды выигрывал чемпионат Торонто. В составе сборной Канады участвовал в международном матче по радио против сборной команды Австралии (выступал на 7-й доске, завершил свою партию вничью).

## Спортивные результаты
| Год       | Город    | Соревнование                                               | + | −  | = | Результат | Место |
| --------- | -------- | ---------------------------------------------------------- | - | -- | - | --------- | ----- |
| 1933      | Виннипег | Чемпионат Канады                                           |   |    |   |           | 1     |
|           | Торонто  | Турнир канадских шахматистов                               |   |    |   |           |       |
| 1934      | Сиракьюс | Международный турнир                                       | 0 | 13 | 1 | ½ из 14   | 15    |
| 1945—1946 |          | Чемпионат Канады по переписке                              |   |    |   |           | 1     |
| 1946      |          | Матч с Дэн. Яновским                                       | 0 | 1  | 1 | ½ : 1½    |       |
| 1947      |          | Радиоматч Австралия — Канада (7-я доска, против Ф. Кроула) | 0 | 0  | 1 | ½ из 1    |       |